# Kehinde Vaughan
Pour les articles homonymes, voir Vaughan.
Kehinde Vaughan (née le 19 décembre 1961) est une sprinteuse nigériane.

## Carrière
Kehinde Vaughan remporte la médaille d'or du 400 mètres aux Jeux africains de 1978 et aux Championnats d'Afrique de 1985. Lors de ces derniers championnats, elle obtient également l'or sur le relais 4 x 400 mètres.
Elle obtient la médaille d'argent du 200 mètres aux Jeux africains de 1978 et est médaillée de bronze du relais 4 × 400 mètres aux Championnats d'Afrique d'athlétisme 1979 ainsi qu'à l'Universiade d'été de 1987.
Elle participe au relais 4 × 100 mètres féminin et au 400 mètres féminin aux Jeux olympiques d'été de 1980 ainsi qu'au relais 4 × 100 mètres féminin des Jeux olympiques d'été de 1988 ; elle est à chaque fois éliminée en séries.